# Тесалијски устанак
Тесалијски устанак је била грчка побуна против Османског царства у Тесалији (Трикалски санџак) 1600-1601. године. 

## Историја
Устанак је предводио епископ Дионисије од Ларисе. Он се школовао у Италији и од 1592. године је служио као епископ Ларисе. Седиште епископије није било у том граду, будући да у Лариси готово да није било хришћана. Стога је Дионисије столовао у Трикали, центру санџака Тесалије. Дионисије је 1598. године послао монаха из Јањине у Млетачку републику, како би тражио од грчке заједнице да упути позив у помоћ Рудолфу II, Филипу III Шпанском и папи Клименту VIII да помогну грчке устанике у оружју и муницији. Било је то време када је између Аустрије и Турске беснео тзв. Тринаестогодишњи или Дуги рат. Устанци су избили на још неким местима (Банат, Химара и Херцеговина), а тамошњи православни хришћани такође су тражили помоћ од западних сила. Године 1599. или почетком 1600. године, становници Епира, Македоније и Тесалије уверавали су папу да су спремни умрети за хришћанство и замолили су га да устане против Османског царства, како би спасао хришћанско становништво од "немилосрдног тиранина". Иако је апел папи оцењен као неуспешан, Дионисије је остао упоран и почео је спроводити прикупљање прихода за устанак. Побуна је избила на јесен 1600. године и брзо је угушена оштром одмаздом. Погубљени су и свештеници и обично становништво. Погубљен је епископ Серафим из Фанарије, који је касније проглашен новомучеником.